# Сурдель, Доминик
Доминик Сурдель (фр. Dominique Sourdel, 31 января 1921, Пон-Сент-Максанс, Франция — 4 марта 2014, Нёйи-сюр-Сен, Франция) — французский историк-востоковед, медиевист, исламовед, арабист. Профессор-эмерит университета Париж IV Сорбонна и главный редактор Revue des Etudes Islamiciques. Один из авторов фундаментальной «Энциклопедии ислама» и «Британники».

## Работы
В своей второй работе «Визират Аббасидов» 1959 года Доминик исследует систему государственных взаимоотношений в Аббасидском халифате. По словам крупного французского историка Мариуса Канара, данная работа была сразу же крайне тепло встречена в научном сообществе, поскольку традиционная историография рассказывает в основном о роли халифов в формировании и управлении государством, а о «вторых людях в халифате», визирях, либо умалчивает полностью, либо отодвигает их на второй план. По словам учёного, важность и уникальность книги Сурделя состоит в том, что она является единовременно и историей всего государства, и историей самой системы визирей, и фактически подробной, насколько это возможно, историей каждого из визирей по отдельности. В своей работе Доминик приходит к весьма революционному выводу, что не сформироваться подобная система просто не могла, поскольку уже в самом Коране говорится о двойственности власти и необходимости её разделения. Арабы унаследовали её от Сасанидов и их бузург-фрамадара, но со своими особенностями, которые стали настолько выразительными, что визири перестали походить на персидских подданных.
Следующую работу «Цивилизация классического ислама», вышедшую уже в 1968 году, Доминик написал со своей супругой, специалисткой по исламскому искусству Жанин. По словам итальянского востоковеда Франческо Габриэли, данный тандем является идеальным сочетанием, который представил крайне занимательную и интересную как профессионалам, так и широкой публике работу. Франческо в очередной раз напоминает о том, что первая работа Доминика считается «шедевром», в связи с чем ожидания, у тех кто его читал, были явно завышенными. По мнению учёного, Доминик с супругой оправдал их в полной мере. Вместе они смогли рассказать не только о политической и религиозной истории Золотого века ислама, в которой столь силён Доминик, но и о экономической, социальной и культурной истории этого периода. Предложил им объединится для написания общей работы историк Раймонд Блох, который действительно хотел, чтобы в его серии «Les grandes civilisations» были только лучшие работы. По словам Габриэли, в этом случае у него это «получилось настолько хорошо, что лучше уже некуда».